# Diogo Dalot
José Diogo Dalot Teixeira (Braga, 18 de março de 1999) é um futebolista português que atua como lateral-direito. Atualmente joga pelo Manchester United. Dalot é oriundo de Celorico de Basto. 

## Biografia e carreira
Nascido em Braga e oriundo de Celorico de Basto, Diogo é filho do advogado António Jacinto Teixeira e de Anabela Dalot, professora de Geografia.  Os seus irmãos são José Teixeira e Mariana Dalot
O futebolista iniciou, por inspiração do seu irmão José, a sua formação na Escola de Futebol de Fintas, onde ganhou gosto pelo futebol. 
Em 2021 foi homenageado pelo Presidente da República Portuguesa, Marcelo Rebelo de Sousa, que lhe atribui uma Medalha de Honra do Município de Celorico de Basto.

### Futebol Clube do Porto
Dalot ingressou na academia de jovens do Porto com 9 anos. No dia 28 de janeiro de 2017, o jogador português estreou pela equipa B na derrota de 2-1 contra o Leixões S.C, jogando a partida inteira.
Diogo jogou a primeira partida na equipa principal do Porto na vitória de 6-0 sobre o Lusitano de Évora, no dia 13 de outubro de 2017, partida válida pela Taça de Portugal. O seu primeiro jogo na Primeira Liga aconteceu em 18 de fevereiro de 2018 na goleada de 5-0 sobre o Rio Ave.

### Manchester United Football Club
No dia 6 de junho de 2018, o clube inglês contratou-o por cinco anos, no valor de £19 milhões. No dia 26 de janeiro de 2020, Dalot marcou o segundo golo da equipa no jogo contra o Tranmere Rovers, válido pela rodada da Taça da Inglaterra. A 4 de outubro do mesmo ano, o português foi emprestado ao Milan até o final de junho de 2021.
Na temporada 2022-23 do clube inglês, o lateral português fez 42 jogos, fez dois golos e deu duas assistências.

## Vida pessoal
Namora com Cláudia Pinto Lopes, com quem tem uma filha, Clara, nascida no dia 15 de novembro de 2023.

## Seleção Portuguesa
Ele estreou-se pela seleção nacional A no Euro 2020 contra a França e conta agora com 4 internacionalizações na equipa A, 75 em todos os escalões.

## Títulos
Porto
- Campeonato Português: 2017–18[15]

Manchester United
- Taça da Liga Inglesa: 2022–23[carece de fontes?]
- Taça da Inglaterra: 2023–24[carece de fontes?]

Portugal
- Liga das Nações da UEFA: 2024–25[16]

### Prémios individuais
- Equipa do torneio do Campeonato Europeu Sub-17 de 2016[17]

## Ligação externas
- Perfil do jogador na Liga Portuguesa
- Diogo Dalot no Soccerbase